# Küldetése: Igazságosztó
Küldetése: Igazságosztó (eredeti cím: Code of Honor) egy 2016-os amerikai akció-thriller, melyet Michael Winnick írt és rendezett. A főszereplő Steven Seagal és Craig Sheffer.
A film 2016. május 6-án jelent meg. Magyarországon a tévében játszották le szinkronnal.

## Rövid történet
A bűnözők ellen harcoló Robert Sikes ezredes önbíráskodó tevékenységének egykori társa próbál véget vetni a rendőrség segítségével.

## Szereplők
| Színész         | Szerep                        | Magyar hang    |
| --------------- | ----------------------------- | -------------- |
| Steven Seagal   | Robert Sikes ezredes          | Rosta Sándor   |
| Craig Sheffer   | William Porter                | Galambos Péter |
| Helena Mattsson | Keri Green, sztriptíztáncosnő | Sallai Nóra    |
| Louis Mandylor  | James Peterson nyomozó        | Jakab Csaba    |
| James Russo     | Romano, a gengszter           |                |
| Griff Furst     | Jerry Simon riporter          |                |
| Rafael Petardi  | Carlos, Romano szövetségese   |                |
| Michael Flynn   | Connely kapitány              |                |
| R.D. Call       | Randolf polgármester          |                |
| Scott Takeda    | Johnny Ito                    |                |